# Asige församling
Asige församling var en församling i  Göteborgs stift i Falkenbergs kommun. Församlingen uppgick 2010 i Susedalens församling.
Församlingskyrka var Asige kyrka.

## Administrativ historik
Församlingen har medeltida ursprung. Församlingen var till 1962 annexförsamling i pastoratet Årstad, Asige och Abild. Från 1972 till 2010 annexförsamling i pastoratet Slöinge, Eftra, Årstad, Asige och Abild. Församlingen uppgick 2010 tillsammans med övriga församlingar i pastoratet i Susedalens församling.
Församlingskod var 138204. 